# Acentrella chantauensis
Acentrella chantauensis is een haft uit de familie Baetidae. De wetenschappelijke naam van de soort is voor het eerst geldig gepubliceerd in 1981 door Kluge.
De soort komt voor in het Palearctisch gebied.